# رنی سیمیسترا
رنی سیمیسترا (انگلیسی: Renny Simisterra؛ زادهٔ ۱۰ دسامبر ۱۹۹۷) بازیکن فوتبال است که در حال حاضر برای باشگاه فوتبال چادرملو اردکان در پست مهاجم بازی می‌کند.

## آمار دوران باشگاهی
تا ۵ مرداد ۱۴۰۴
| باشگاه                | لیگ                   | فصل                   | بازی لیگ | گل لیگ | جام‌های داخلی | گل جام‌های داخلی | رقابت‌های بین‌المللی | گل رقابت‌های بین‌المللی | مجموع بازی | مجموع گل |
| --------------------- | --------------------- | --------------------- | -------- | ------ | ------------ | --------------- | ------------------ | --------------------- | ---------- | -------- |
| کوئنکا                | سری آ اکوادور         | ۲۰۱۵                  | ۱        | ۰      | –            | –               | –                  | –                     | ۱          | ۰        |
| کوئنکا                | سری آ اکوادور         | ۲۰۱۶                  | ۱        | ۰      | –            | –               | –                  | –                     | ۱          | ۰        |
| کوئنکا                | سری آ اکوادور         | ۲۰۱۷                  | ۰        | ۰      | –            | –               | –                  | –                     | ۰          | ۰        |
| کوئنکا                | سری آ اکوادور         | ۲۰۱۸                  | ۲        | ۰      | –            | –               | –                  | –                     | ۲          | ۰        |
| آزوگس اس‌سی            | دسته دوم اکوادور      | ۲۰۱۸                  | ۱۱       | ۹      | –            | –               | –                  | –                     | ۱۱         | ۹        |
| کوئنکا اف‌سی           | دسته دوم اکوادور      | ۲۰۱۹                  | ۱۱       | ۲      | –            | –               | –                  | –                     | ۱۱         | ۲        |
| سی‌دی لاپاز            | دسته دوم اکوادور      | ۲۰۲۰                  | ۱۰       | ۶      | –            | –               | –                  | –                     | ۱۰         | ۶        |
| ایندپندینته جونیورز   | سری بی اکوادور        | ۲۰۲۱                  | ۲۹       | ۱۱     | –            | –               | –                  | –                     | ۲۹         | ۱۱       |
| دپورتیوو تاچیرا       | لیگ برتر ونزوئلا      | ۲۰۲۲                  | ۲۸       | ۵      | –            | –               | ۱۰                 | ۲                     | ۳۸         | ۷        |
| لیبرتاد اف‌سی          | سری آ اکوادور         | ۲۰۲۳                  | ۲۸       | ۷      | –            | –               | –                  | –                     | ۲۸         | ۷        |
| دپورتیوو گارسیکاسو    | لیگ برتر پرو          | ۲۰۲۴                  | ۸        | ۱      | –            | –               | ۲                  | ۰                     | ۱۰         | ۱        |
| اورورا                | لیگ برتر بولیوی       | ۲۰۲۴                  | ۲۶       | ۳      | –            | –               | –                  | –                     | ۲۶         | ۳        |
| موشوک رونا اس‌سی       | سری آ اکوادور         | ۲۰۲۵                  | ۱۹       | ۰      | ۰            | ۰               | ۷                  | ۲                     | ۲۶         | ۲        |
| مجموع کل دوران حرفه‌ای | مجموع کل دوران حرفه‌ای | مجموع کل دوران حرفه‌ای | ۱۷۶      | ۴۴     | ۰            | ۰               | ۱۹                 | ۴                     | ۱۹۵        | ۴۸       |